# Пирога (картина Гогена)
«Пирога» («Семья таитян» , таит. Te vaa, фр. La Pirogue ) — картина французского художника Поля Гогена из собрания Государственного Эрмитажа.
На переднем плане возле пальмового ствола изображён обнажённый мужчина, пьющий из половинки кокосового ореха. За ним на земле лежит лодка-пирога, возле которой возится маленький ребёнок. За лодкой на земле лежит женщина в белой блузке и красной юбке. Вдали видно море и на горизонте большая гора, правее которой диск заходящего солнца. Слева внизу название картины на таитянском языке, подпись художника и дата (в две строки): TE VAA / P. Gauguin 96.
Картина написана в 1896 году во время второго путешествия художника на Таити. В ней чувствуется несомненное влияние работы П. С. Пюви де Шаванна «Бедный рыбак» (Орсе, эскиз в Пушкинском музее), выставленной в 1881 году в Парижском салоне, где её видел Гоген. По замыслу самого Гогена «Пирога» должна была стать её таитянской версией. В отличие от исходной работы, где всё внимание сосредоточено на центральной фигуре рыбака, на картине Гогена в первую очередь сделан акцент на пироге, образующей доминантную диагональ. А. Г. Костеневич отмечает, что поза рыбака заимствована из древнеегипетской живописи и близка к изображениями пирующих на фресках в фиванских гробницах.
Одновременно Гоген написал другую версию под названием «Бедный рыбак» (в названии явная перекличка с картиной Пюви де Шаванна), которая находится в собрании Художественного музея Сан-Паулу — здесь рыбак изображён возле пироги в одиночестве, показан другой пейзаж, сама картина имеет меньший формат (75 × 65 см) и ориентирована вертикально, в отличие от горизонтального формата эрмитажной картины. А. Г. Костеневич считает, что раньше был исполнен вариант из Сан-Паулу, хотя составитель каталога-резоне творчества Гогена Ж. Вильденштейн бразильскую версию поместил сразу после эрмитажной.
В том же 1896 году Гоген написал картину «Пейзаж для Te Vaa», считающуюся эскизом к изображению горы с эрмитажной картины. Этот пейзаж находится в собрании Музея современного искусства Андре Мальро в Гавре.
В коллекции департамента графики Лувра хранится рукопись книги Поля Гогена «Ноа Ноа». На листе 73 этой рукописи имеется раскрашенная гравюра по дереву с изображением мужчины с пирогой; а на обороте листа 23 находится акварельный рисунок женских типов Таити, одна из женских фигур почти полностью соответствует женщине с эрмитажной картины.
- П. С. Пюви де Шаванн. «Бедный рыбак». Орсе
- «Сидящие таитянки в пейзаже». Страница из рукописи «Ноа Ноа». Лувр
- «Фигура рыбака». Страница из рукописи «Ноа Ноа». Лувр
- «Бедный рыбак». Сан-Паулу
- «Пейзаж для Te Vaa». Гавр

После написания картина была отправлена в Европу и находилась у друга Гогена Даниэля де Монфрейда, который в конце 1897 года за 200 франков продал её Амбруазу Воллару. В инвентарных книгах галереи Воллара, относящихся к началу 1900 года, имеется запись: «Гоген, масло: Бедный рыбак и ладья. Мужчина и женщина, рядом мальчик, небо очень яркое по цвету». Сам Гоген 22 февраля 1899 года писал Монфрейду: «…катастрофическое дело с Волларом. Разумеется я недоволен. Вы знаете моё мнение о Волларе — крокодил самой гнусной породы. Вы пишете — восемь маленьких полотен размером в 30…». Здесь речь идёт о том, что Воллар всего за 1000 франков купил 9 картин Гогена, среди которых были «Идол», «Бедный рыбак», «Семья рыбака», «Её звали Вайраумати». Размер «в 30» по стандартной французской шкале размеров холстов близок к размеру 90 × 70 см с небольшими отклонениями в ту или иную сторону. Поскольку «Пирога (Семья рыбака)» по размерам существенно отличается в большую сторону от названных картин, то она была посчитана отдельно.
В 1900 году картину приобрёл московский промышленник М. А. Морозов; после его смерти в 1903 году картину унаследовала его вдова М. К. Морозова, которая в 1910 году подарила её Третьяковской галерее; с этого времени картина стала числиться под названием «Семья таитян». В 1925 году картина была передана в Государственный музей нового западного искусства. В 1948 году, после упразднения ГМНЗИ, картина была передана в Государственный Эрмитаж. С конца 2014 года выставляется на четвёртом этаже здания Главного штаба, зал 412.
Поскольку Гоген в работе над картиной прибёг к экспериментам с краской и использовал некачественный джутовый холст, картина пришла в неудовлетворительное состояние и сильно потемнела. После реставрации картина была продублирована на новый холст. Тогда же картине официально было возвращено её авторское название «Пирога».
А. Г. Костеневич, анализируя картину, писал:

В «Пироге» <…> Гоген был особенно озабочен достижением монументального эффекта и общей уравновешенности. Композицию удерживает скрещение двух диагоналей: одна, основная, задана краем кормы лодки, другая — положением тела таитянки. В верхней части всё построение венчает гора: её таинственный силуэт необходим не только для того, чтобы «перекинуть мостик» между двумя главными персонажами и обозначить принципиальную примету таитянского пейзажа, но и потому, что такая деталь принимает символическую нагрузку. Как в восточных, так и в западных религиях гора связывалась с духовным возвышением, с медитацией. <…> Золото вечернего океанического света и синева, почти столь же интенсивная, — цветовой контраст, поражавший живописца в таитянской природе, — определили колорит «Пироги» .